# Liu Zhenwu
Liu Zhenwu (chinesisch 刘镇武; * August 1945) ist ein ehemaliger General (shang jiang) der chinesischen Volksbefreiungsarmee. Er war der erste Kommandeur der Garnison in Hongkong und diente später als stellvertretender Kommandeur und Kommandeur der Militärregion Guangzhou.

## Leben
Liu Zhenwu wurde im August 1945 im Kreis  Nan, in der Provinz Hunan geboren. Er trat im Juli 1961 in das chinesische Heer ein und diente zunächst im 370. Regiment der 124. Division der 42. Armee. Im Juni 1964 wurde er Mitglied der Kommunistischen Partei Chinas. Er stieg in der 42. Armee auf, bis er im August 1983 deren Stabschef wurde. 1987 studierte er an der Nationalen Verteidigungsuniversität der Armee. Im Dezember 1989 wurde er zum stellvertretenden Kommandeur der 42. Armee ernannt und drei Jahre später zu deren Kommandeur. Im Juli 1990 wurde er zum Generalmajor befördert.
1994 wurde die Garnison Hongkong  gebildet, um den Übergang der Souveränität über Hongkong vom Vereinigten Königreich an Rotchina vorzubereiten. Liu wurde der erste Kommandeur der Garnison. Auf diesem Posten wurde er von Generalmajor Bryan Dutton, dem scheidenden Kommandeur der British Forces Overseas Hong Kong in die Militäreinrichtungen Hongkongs eingeführt. Zum Ende des Monats nach der Übergabe Hongkongs am 1. Juli 1997 wurde er zum Generalleutnant befördert. Sein Rang wurde damit über den seiner britischen Vorgänger erhöht. Unter seinem Kommando standen etwa 15.000 Soldaten der Garnison, von denen die meisten außerhalb der Grenzen Hongkongs in China stationiert blieben. Im September 1997 war er Ersatzmitglied des 15. Zentralkomitees der KPCh.
Im März 1999 wurde Liu auf den Posten des stellvertretenden Kommandeurs der Militärregion Guanzhou versetzt, der die Garnison Hongkong untersteht. Im Januar 2002  wurde er dort Kommandeur. Im November des Jahres wurde er Vollmitglied im 16. Zentralmitglied der KpCh. Die Beförderung zum General erfolgte im Juni 2004.
Im Juni 2007 wurde Liu nach Peking versetzt. Dort diente er auf dem Posten des stellvertretenden Kommandeurs der Generalstabsabteilung der Volksbefreiungsarmee, und blieb bis zum Juli 2009 auf diesem Posten, als er aus dem aktiven Dienst schied und stellvertretender Direktor des Ausschusses für äußere Angelegenheiten des 11. Nationalen Volkskongresses wurde.